# William R. Moses
William R. Moses (* 17. November 1959 als William Remington Moses in Los Angeles) ist ein US-amerikanischer Schauspieler und Produzent.
Der Sohn der Schauspielerin Marian McCargo und des Ex-Politikers Richard Cantrell Moses startete seine Karriere in einer Musicalgruppe zu Beginn der 1980er Jahre. Durch den Erfolg von Falcon Crest, wo er von 1981 bis 1986 den Cole Gioberti spielte, wurde er bekannt und bekam ab da auch Filmangebote.
Zu seinen Filmen gehören unter anderem Pizza Pizza – Ein Stück vom Himmel an der Seite von Julia Roberts, Rock Hudson, Der nasse Tod und Gib mir mein Kind zurück. Außerdem trat er in zahlreichen Fernsehproduktionen auf, wie Hotel, Mord ist ihr Hobby, Love Boat, Flippers neue Abenteuer und Ally McBeal. Großen Erfolg hatte er von 1989 bis 1995 als Ken Malensky in den Perry-Mason-TV-Verfilmungen. Von 1992 bis 1993 spielte er den Keith Gray in der Serie Melrose Place. 2005 spielte er eine Gastrolle in Cold Case – Kein Opfer ist je vergessen und 2007 in CSI Miami.
William R. Moses ist der Bruder des Schauspielers Rick Moses. Er war von 1987 bis 1997 mit der Schauspielerin Tracy Nelson verheiratet. Aus der Ehe stammt die gemeinsame Tochter Remington Elizabeth. Seit 2002 ist er mit Sarah verheiratet. Beide sind Eltern einer Tochter, Grace.

## Filmografie (Auswahl)
Schauspieler
- 1981: Choices
- 1983–1986: Love Boat (The Love Boat, Fernsehserie)
- 1981–1987: Falcon Crest (Fernsehserie)
- 1989–1995: Perry Mason (21 Filme)
- 1987: Hotel (Fernsehserie)
- 1988: Pizza Pizza – Ein Stück vom Himmel (Mystic Pizza)
- 1988: Mord ist ihr Hobby (Murder she wrote, Fernsehserie)
- 1988–1989: Feuersturm und Asche (War and Remembrance, Miniserie, 3 Folgen)
- 1992–1993: Melrose Place (TV-Serie)
- 1994: Fun – Mordsspaß (Fun)
- 1995: Flippers neue Abenteuer (The New Adventures of Flipper, Fernsehserie)
- 1997: Der Teufel in Weiß (The Nurse)
- 1999: Spurlos verschwunden – Eine Mutter gibt nicht auf (Vanished Without a Trace)
- 2001: Ally McBeal (Fernsehserie)
- 2002–2005: Crossing Jordan – Pathologin mit Profil (Crossing Jordan, Fernsehserie)
- 2003: Navy CIS (NCIS, Fernsehserie)
- 2007: CSI: Miami (Fernsehserie)
- 2008: Bones – Die Knochenjägerin (Bones, Fernsehserie)
- 2008: Jane Doe: Eye of the Beholder
- 2009: Ghost Whisperer – Stimmen aus dem Jenseits (Ghost Whisperer, Fernsehserie, Folge 4x04)
- 2010–2012: The Secret Life of the American Teenager (Fernsehserie)
- 2010: CSI: Den Tätern auf der Spur (CSI: Crime Scene Investigation, Fernsehserie)
- 2010: Castle (Fernsehserie)
- 2012: The Mentalist (Fernsehserie)
- 2015: Homeland (Fernsehserie)
- 2017: Chicago Med (Fernsehserie, Folge 2x18)
- 2019–2020: How to Get Away with Murder (Fernsehserie, 14 Folgen)
- 2022: The Mental State – Unter Verdacht (The Mental State)
- 2023: Mystic Christmas (Fernsehfilm)

Produzent
- 2000: Alone with a Stranger
- 2001: Living in Fear